# Odynerus truncatus
Odynerus truncatus är en stekelart som beskrevs av Henri Saussure 1852. Odynerus truncatus ingår i släktet lergetingar, och familjen Eumenidae. Inga underarter finns listade i Catalogue of Life.